# Либерих, Николай Иванович
Никола́й Ива́нович Ли́берих (1828—1883) — российский скульптор, академик Императорской Академии художеств, лейб-гвардии полковник.

## Биография
Родился в семье немцев лютеранского вероисповедания. В 1842—1846 годах учился в Школе гвардейских подпрапорщиков и кавалерийских юнкеров (Санкт-Петербург). В 1846—1859 годах служил в лейб-гвардии Драгунском полку. Затем служил в Лейхтенбергском гусарском полку.
В Императорской Академии художеств обучался под руководством П. К. Клодта. В 1861 году за скульптурную группу «Сцены охоты» («Стремянной с борзыми», «Струнка волка» и «Доезжачий с гончими») возведён в звание академика. Помимо анималистических композиций (медведи собаки, лошади, волки, рысь, заяц и др.) и охотничьих сцен создал ряд малоизвестных исключительно выдающихся работ по заказам частных лиц и императорского двора.

## Галерея

Примеры работ Н. И. Либериха
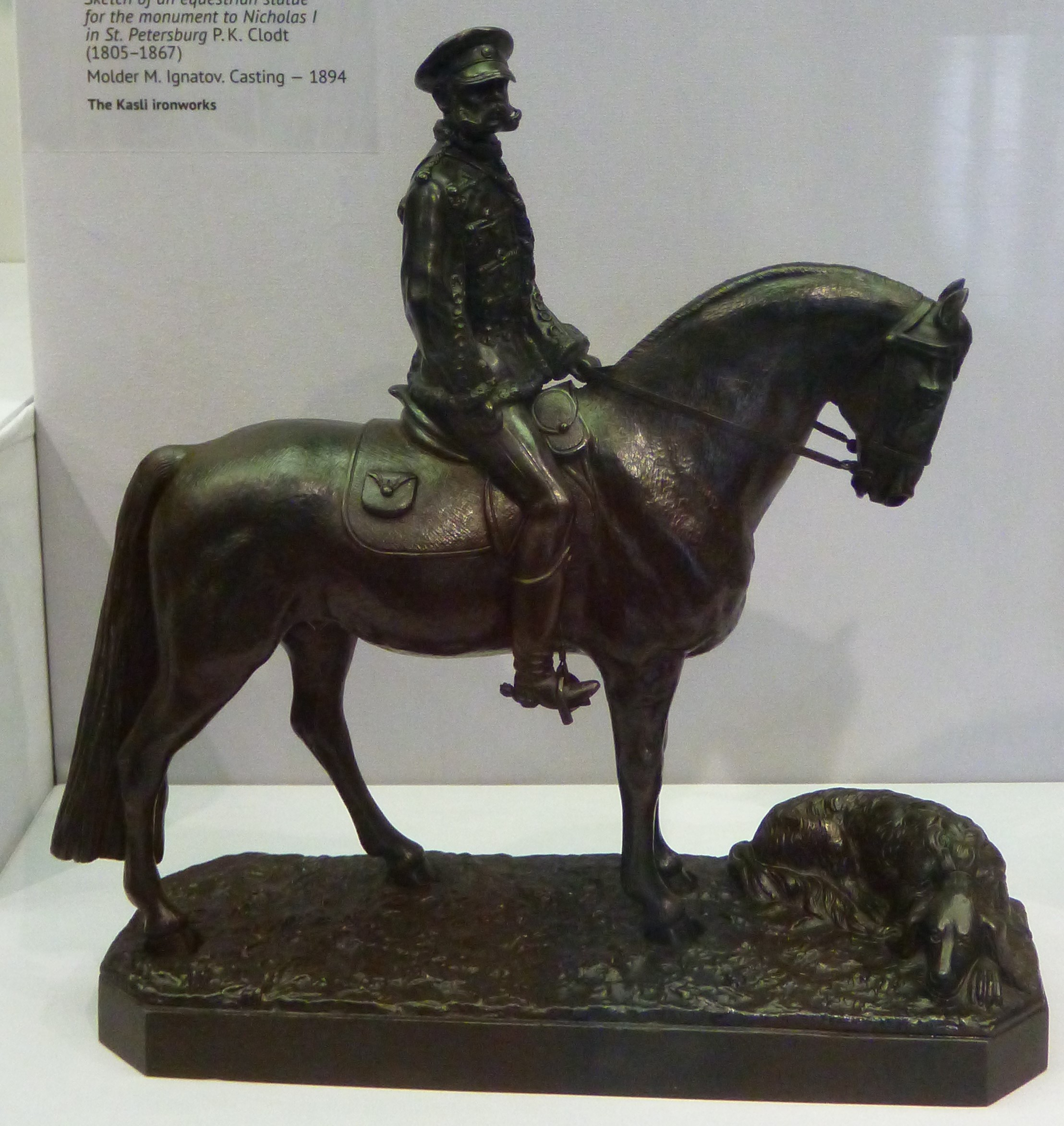
Александр II на коне
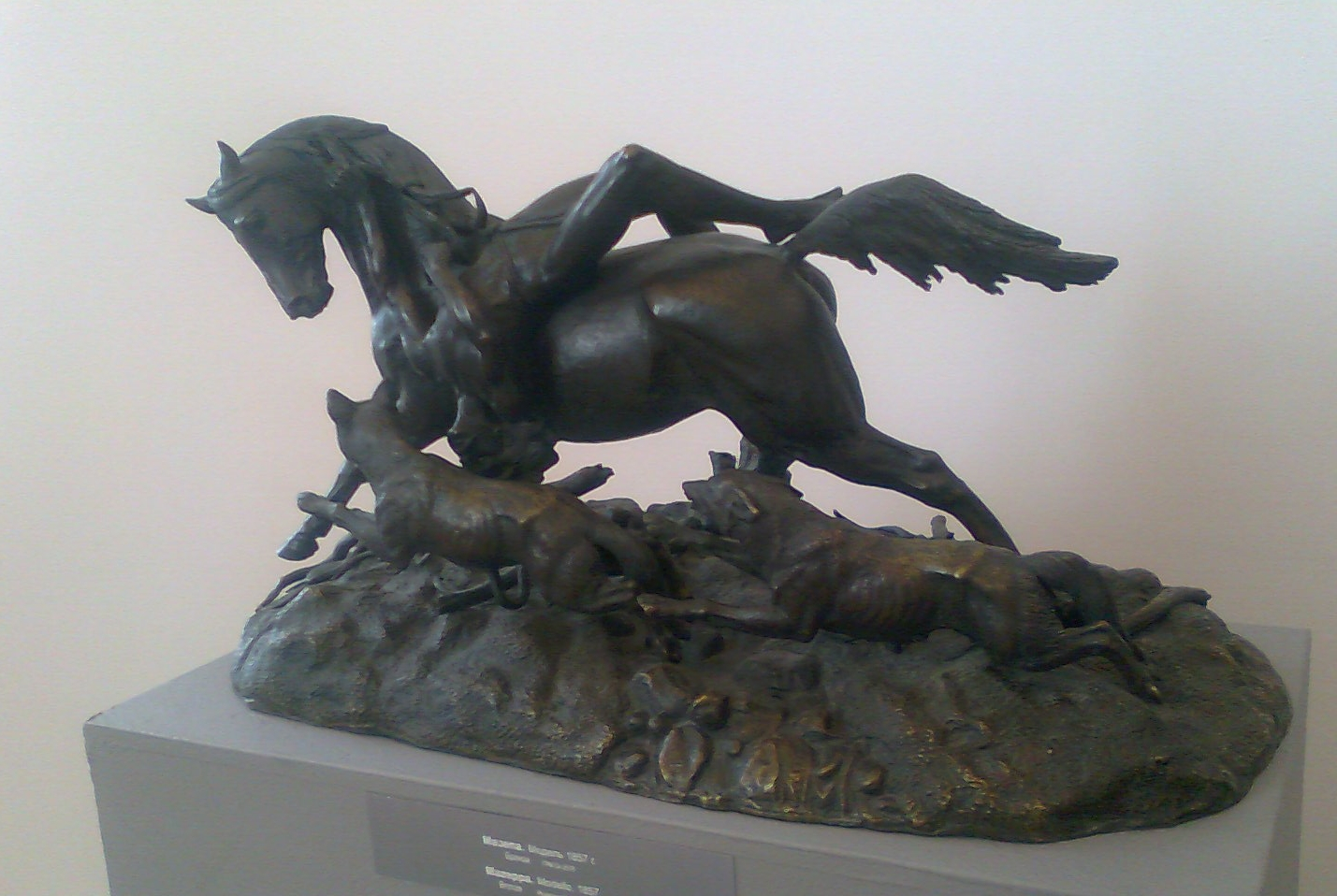
Мазепа
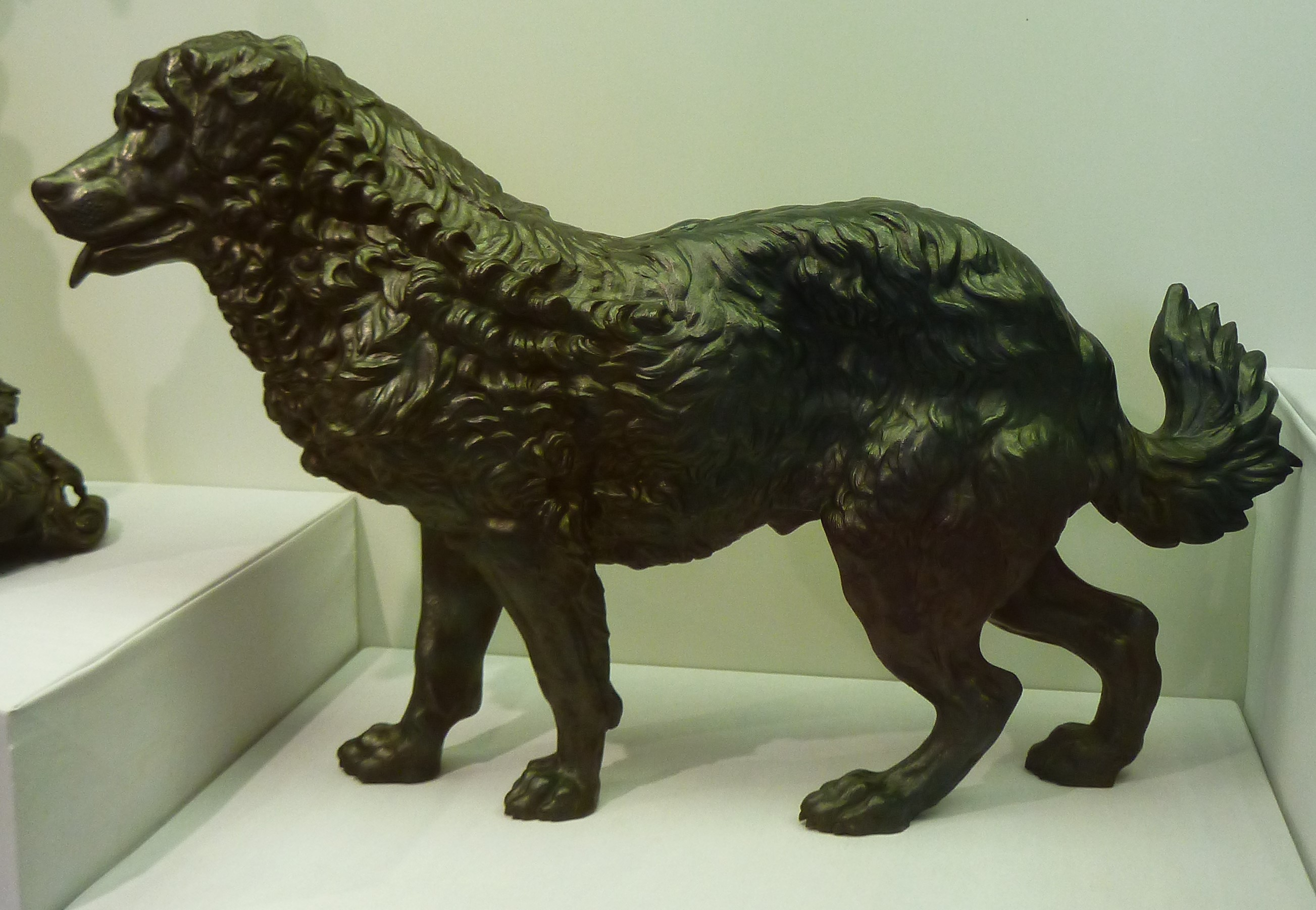
Собака-водолаз
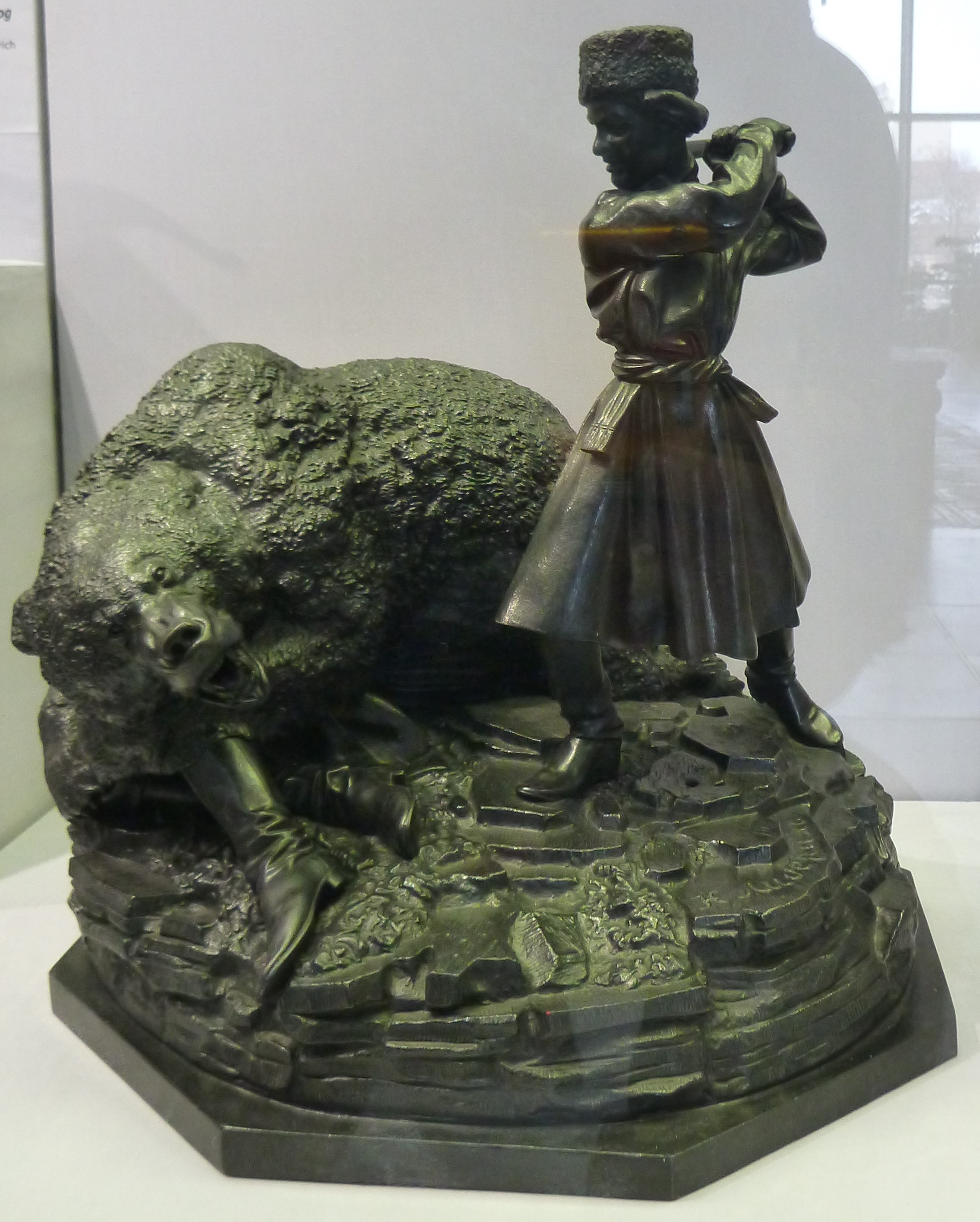
Охота на медведя
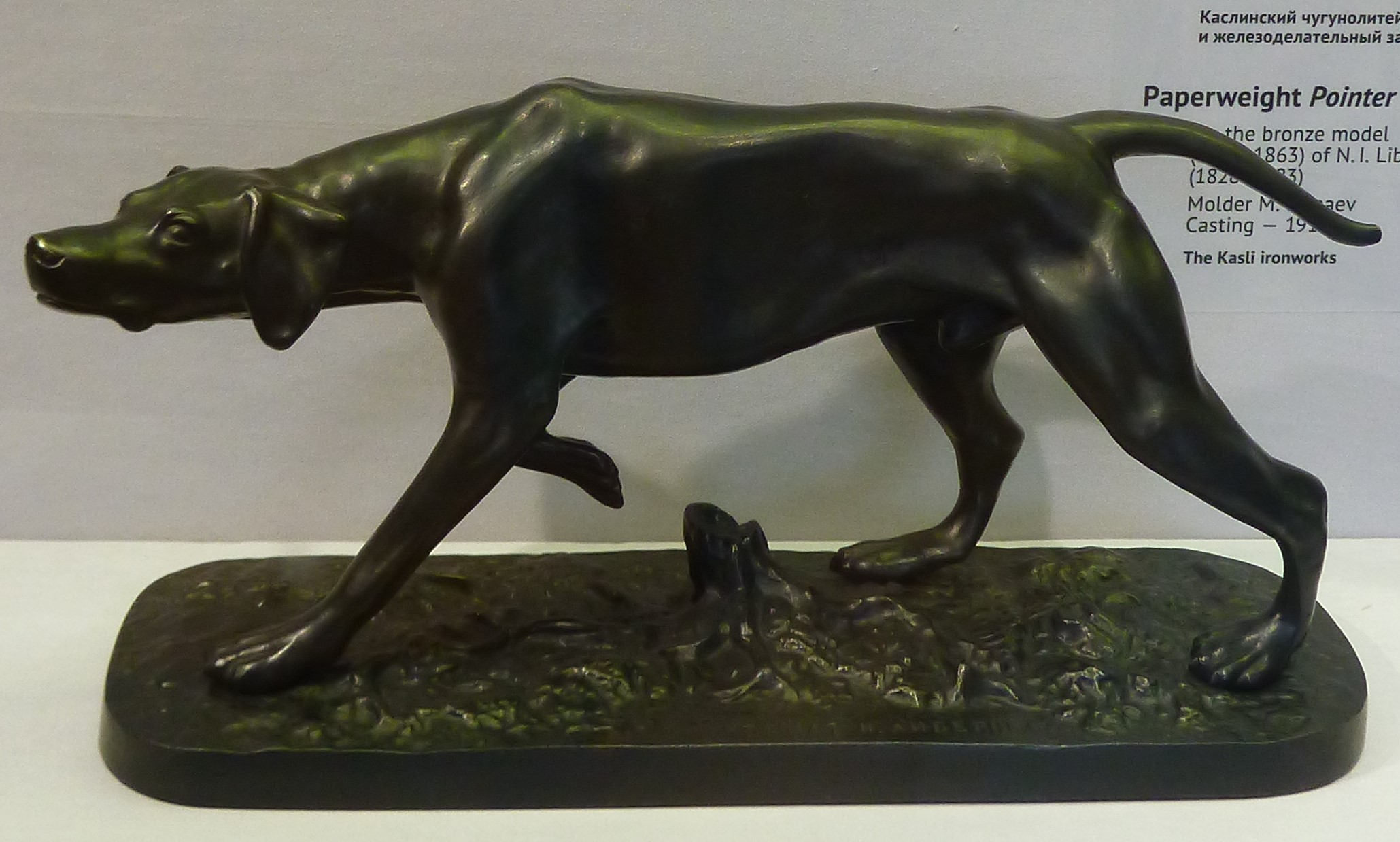
Пресс-папье «Собака-пойнтер»
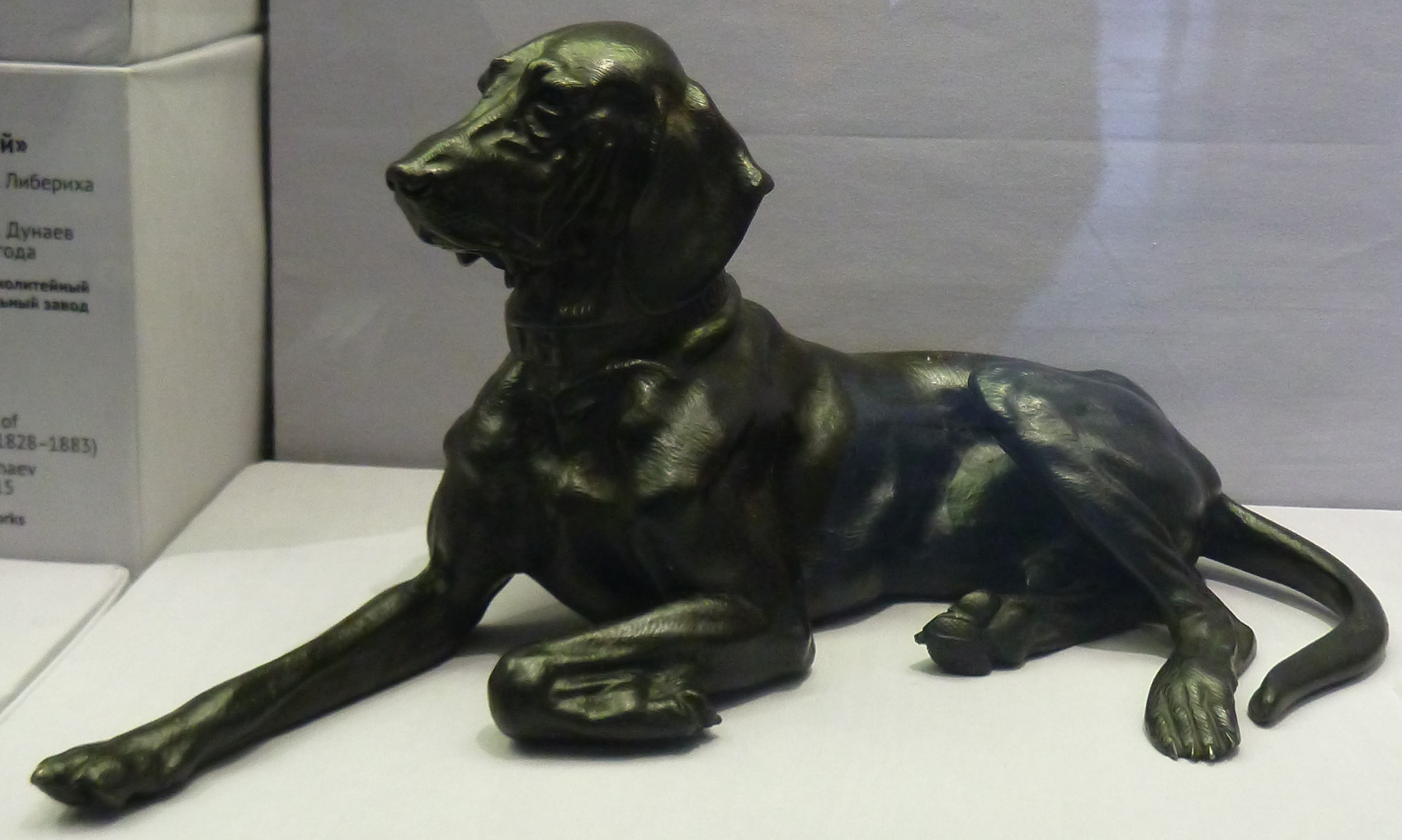
Пресс-папье «Собака-пойнтер»
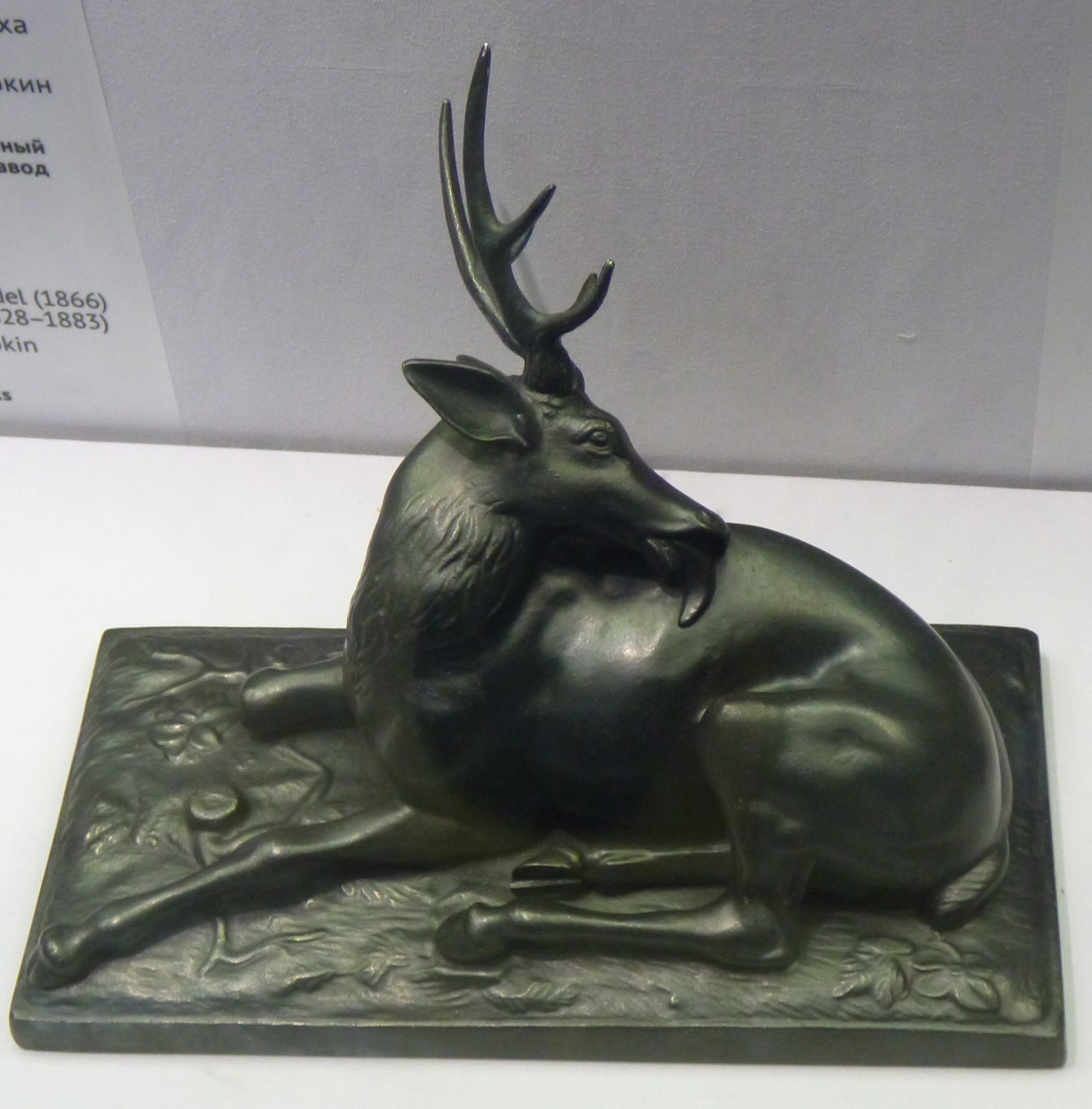
Пресс-папье «Олень раненый»
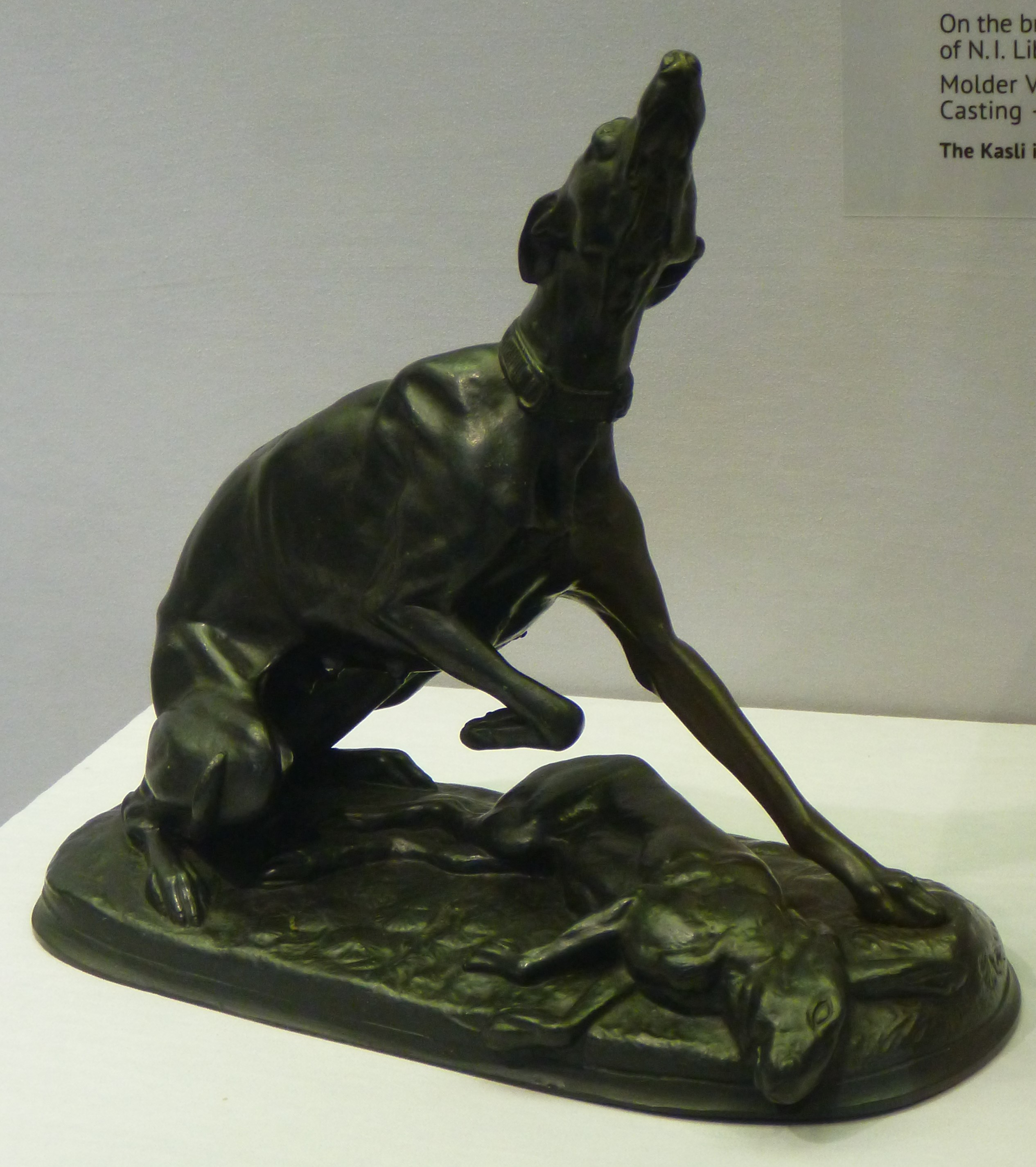
Пресс-папье «Гончая с зайцем»
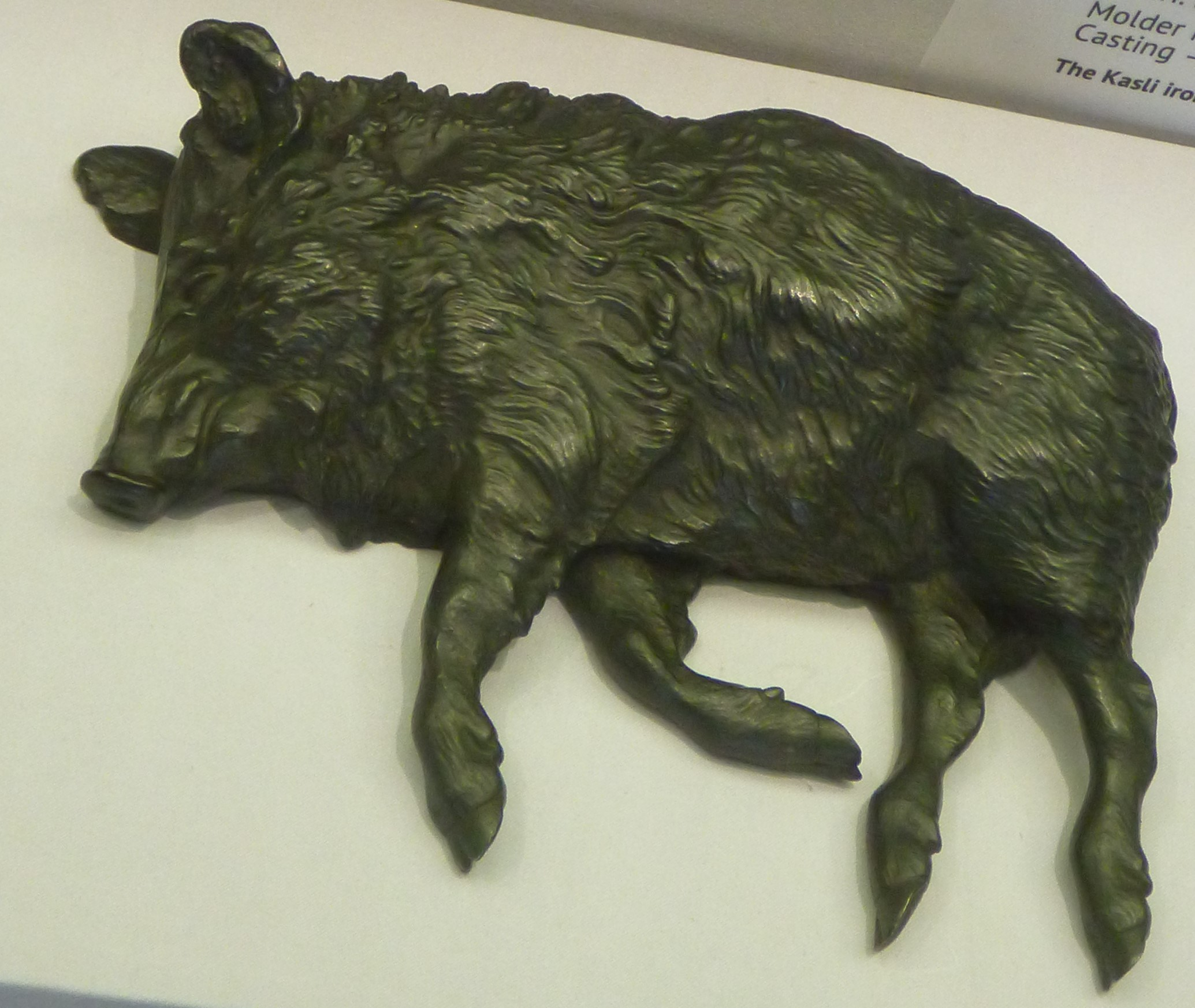
Пресс-папье «Кабан убитый»